# St. Petersburg Open 2020
St. Petersburg Open 2020 byl tenisový turnaj pořádaný jako součást mužského okruhu ATP Tour, který se hrál v aréně Sibur na dvorcích s tvrdým povrchem Portable Rebound Ace. Probíhal mezi 12. až 18. říjnem 2020 v severoruském Petrohradu jako dvacátý pátý ročník turnaje.
Celkový rozpočet turnaje činil 1 399 340 dolarů. V důsledku zrušení řady událostí během pětiměsíčního výpadku okruhu pro pandemii covidu-19 i díky půlkulatému výročí byl St. Petersburg Open výjimečně povýšen z kategorie ATP Tour 250 do ATP Tour 500. Nejvýše nasazeným hráčem ve dvouhře se opět stal pátý tenista světa Daniil Medveděv z Ruska. Jako poslední přímý účastník do hlavní singlové soutěže nastoupil 89. hráč žebříčku, Australan James Duckworth.
Šestý singlový titul na okruhu ATP Tour vybojoval 22letý Rus Andrej Rubljov, který v probíhající sezóně triumfoval na čtvrtém turnaji. Čtyřhru ovládla rakousko-francouzská dvojice Jürgen Melzer a Édouard Roger-Vasselin, jejíž členové získali premiérovou společnou trofej.

## Rozdělení bodů a finančních odměn

### Rozdělení bodů
| Soutěž  | vítězové | finalisté | semifinalisté | čtvrtfinalisté | 16 v kole | 32 v kole | Q  | Q2 | Q1 |
| ------- | -------- | --------- | ------------- | -------------- | --------- | --------- | -- | -- | -- |
| dvouhra | 500      | 300       | 180           | 90             | 45        | 0         | 20 | 10 | 0  |
| čtyřhra | 500      | 300       | 180           | 90             | 0         | —         | —  | —  | —  |

### Finanční odměny
| Soutěž                              | vítězové | finalisté | semifinalisté | čtvrtfinalisté | 16 v kole | 32 v kole | Q2      | Q1      |
| ----------------------------------- | -------- | --------- | ------------- | -------------- | --------- | --------- | ------- | ------- |
| dvouhra                             | 92 870 $ | 75 005 $  | 53 830 $      | 36 620 $       | 28 905 $  | 15 970 $  | 7 275 $ | 4 040 $ |
| čtyřhra                             | 35 750 $ | 28 410 $  | 22 410 $      | 15 880 $       | 8 750 $   | —         | —       | —       |
| částka ve čtyřhře je uvedena na pár |          |           |               |                |           |           |         |         |

## Dvouhra

### Nasazení hráčů
| Země                         | Hráč             | ATP | Nasazení |
| ---------------------------- | ---------------- | --- | -------- |
| Rusko                        | Daniil Medveděv  | 5.  | 1.       |
| Kanada                       | Denis Shapovalov | 11. | 2.       |
| Rusko                        | Andrej Rubljov   | 12. | 3.       |
| Rusko                        | Karen Chačanov   | 16  | 4        |
| Švýcarsko                    | Stan Wawrinka    | 17. | 5.       |
| Kanada                       | Milos Raonic     | 21. | 6.       |
| Chorvatsko                   | Borna Ćorić      | 27. | 7.       |
| USA                          | Taylor Fritz     | 30. | 8.       |
| Žebříček ATP k 28. září 2020 |                  |     |          |

### Jiné formy účasti na turnaji
Následující hráči obdrželi divokou kartu do hlavní soutěže:
- Jevgenij Donskoj
- Aslan Karacev
- Roman Safiullin

Následující hráč nastoupil do hlavní soutěže pod žebříčkovou ochranou:
- Mackenzie McDonald

Následující hráči postoupili z kvalifikace:
- Ilja Ivaška
- Pavel Kotov
- Nino Serdarušić
- Jeffrey John Wolf

Následující hráči postoupili z kvalifikace jako tzv. šťastní poražení:
- Emilio Gómez
- Viktor Troicki

### Odhlášení
Před začátkem turnaje
- Kevin Anderson → nahradil jej  Alexandr Bublik
- Matteo Berrettini → nahradil jej  Michail Kukuškin
- Pablo Carreño Busta → nahradil jej  Feliciano López
- Grigor Dimitrov → nahradil jej  Cameron Norrie
- David Goffin → nahradil jej  Emilio Gómez
- Kei Nišikori → nahradil jej  Vasek Pospisil
- Sam Querrey → nahradil jej  Viktor Troicki
- Stefanos Tsitsipas → nahradil jej  Jegor Gerasimov

## Čtyřhra

### Nasazení párů
| Země                                                                    | Hráč          | Země               | Hráč                   | ATP | Nasazení |
| ----------------------------------------------------------------------- | ------------- | ------------------ | ---------------------- | --- | -------- |
| Spojené království                                                      | Jamie Murray  | Spojené království | Neal Skupski           | 55. | 1.       |
| Rakousko                                                                | Jürgen Melzer | Francie            | Édouard Roger-Vasselin | 57. | 2.       |
| Belgie                                                                  | Sander Gillé  | Belgie             | Joran Vliegen          | 77. | 3.       |
| Austrálie                                                               | Max Purcell   | Austrálie          | Luke Saville           | 78. | 4.       |
| Žebříček ATP k 28. září 2020; číslo je součtem umístění obou členů páru |               |                    |                        |     |          |

### Jiné formy účasti
Následující páry obdržely divokou kartu do hlavní soutěže:
- Jonatan Erlich /  Andrej Vasilevskij
- Daniil Golubjev /  Jevgenij Ťurněv

Následující pár postoupil z kvalifikace:
- Jevgenij Donskoj /  Roman Safiullin

Následující pár postoupil z kvalifikace jako tzv. šťastný poražený:
- James Duckworth /  Ilja Ivaška

### Odhlášení
Před začátkem turnaje
- Sam Querrey

v průběhu turnaje
- James Duckworth

## Přehled finále

### Mužská dvouhra
- Andrej Rubljov vs.  Borna Ćorić, 7–6(7–5), 6–4

### Mužská čtyřhra
- Jürgen Melzer /  Édouard Roger-Vasselin vs.  Marcelo Demoliner /  Matwé Middelkoop, 6–2, 7–6(7–4)